# Rutschbahn (Film)
Rutschbahn ist ein deutsch-britischer Stummfilm aus dem Jahre 1928 von Richard Eichberg. Die Hauptrollen spielen Fee Malten, Heinrich George und Fred Louis Lerch. Der Geschichte liegt der Roman Das Bekenntnis von Clara Ratzka zugrunde.

## Handlung
Helis Brandt lebt im äußersten Osten Deutschlands, in Ostpreußen, nahe der russischen Grenze. Dort verbringt sie ihr Leben auf einem Gut. Ihr Vater ist längst verstorben, und ihre Mutter hat zum zweiten Mal geheiratet. Doch der neue Ehemann ist herrisch und geht mit seiner neuen Familie brutal um. Bei einer Auseinandersetzung zwischen Stiefvater und Bruder Olaf stürzt sich Heli dazwischen. Sie ergreift eine Axt und wirft diese nach dem Stiefvater. Der stürzt daraufhin und kommt schließlich ums Leben. Heli reist überstürzt nach Berlin, doch da die dortige Kriminalpolizei sie wegen dieser Angelegenheit vorlädt, flieht sie weiter nach London. Dort verschafft ihr eine Freundin eine völlig neue Identität. Mit den Papieren einer unlängst verstorbenen Russin will Heli hier eine neue Existenz aufbauen. Doch bald geht es ihr immer schlechter, und Heli leidet bittere Not. Sie lernt den jungen Russen Boris Berischeff kennen, mit dem sie sich anfreundet. Boris bringt Heli mit dem Artisten Sam zusammen. Heli, Sam und Boris ziehen als Straßenkünstler durch London, in der Hoffnung, auf diese Weise ein paar Pennys zu verdienen.
Durch Zufall trifft Heli Jig Hartford wieder, einen gutsituierten Engländer, den sie bereits während der Überfahrt nach England kennen gelernt hatte. Jig ist selbst Artist und hat große Pläne: Von Heli angehimmelt, will er mit ihr und Boris eine von Sam konzipierte sensationelle Zirkusnummer auf die Beine stellen, die wie eine Bombe einschlagen soll: Im Mittelpunkt dieser Vorführung soll eine gewaltige Rutschbahn stehen. In Boris steigt derweil die Eifersucht hoch, weil Heli Jig anhimmelt und dieser sich ganz offensichtlich in das blutjunge Mädchen verliebt hat. Boris informiert daher Helis Mutter Blida und ihren Bruder Olaf. Beide kommen nach Berlin, wo die Zirkussensation erstmals präsentiert werden soll, und eröffnen Heli, dass nicht sie den zweiten Gatten ihrer Mutter auf dem Gewissen habe. Heli ist überaus dankbar und kann jetzt Boris ganz offen gestehen, dass sie in Wahrheit nur ihn liebe. Dies bricht Jig geradezu das Herz. Um seinen Schmerz zu betäuben, betrinkt er sich hemmungslos. Als am selben Abend die drei Artisten die Rutschbahn-Nummer erstmals vorführen, geht prompt etwas schief: Jig verlassen im entscheidenden Moment seine Kräfte, und er stürzt bei der Nummer hart auf den Boden auf, während Heli und Boris in das Sicherungsnetz fallen. Der Bodensturz hat Jig den Verstand geraubt, und während die jungen Liebenden sich hinter der Bühne in den Armen liegen, wirft der benommene Jig den jubelnden Zuschauern verwirrt Kusshände zu.

## Produktionsnotizen
Rutschbahn passierte am 5. Dezember 1928 die Filmzensur, erhielt Jugendverbot und wurde am 20. Dezember 1928 im Berliner Alhambra-Kino uraufgeführt. Die österreichische Erstaufführung erfolgte am 1. Februar 1929. Der Film besaß eine Länge von 2703 Metern, verteilt auf sechs Akte.
Die Innenaufnahmen entstanden in Berlins Wintergarten, die Außenaufnahmen u. a. in London.
Die von Werner Schlichting ausgeführten Filmbauten entwarf Robert Herlth.

## Kritik
Paimann’s Filmlisten resümierte: „Nach einer etwas abenteuerlichen Exposition und darauffolgenden Breiten wird die Handlung gegen Ende spannend, mit einer packenden Schlußszene. Die Regieführung ist sorgfältig, sorgt für schöne Londoner Außenaufnahmen, Varietéeszenen und Interieurs, und beweißt auch in der Führung des recht guten Ensembles Geschick. Die Photographie ist sehr gut“.

## Einzelnachweis
1. ↑  Rutschbahn in Paimann‘s Filmlisten (Memento des Originals vom 7. November 2017 im Internet Archive)  Info: Der Archivlink wurde automatisch eingesetzt und noch nicht geprüft. Bitte prüfe Original- und Archivlink gemäß Anleitung und entferne dann diesen Hinweis.